# Parafia Najświętszego Serca Jezusowego w Kołbaczu
Parafia pw. Najświętszego Serca Pana Jezusa w Kołbaczu – parafia rzymskokatolicka należąca do dekanatu Kołbacz, archidiecezji szczecińsko-kamieńskiej, metropolii szczecińsko-kamieńskiej. W parafii posługują księża diecezjalni. Proboszczem parafii jest ks. Grzegorz Chmiel. 

## Miejsca kultu
- Kościół Najświętszego Serca Jezusowego w Kołbaczu – kościół parafialny[1]
- Kościół Matki Bożej Wspomożycielki Wiernych w Żelewie[1] – kościół filialny
- Kościół Matki Boskiej Pocieszenia w Dębinie[1] – kościół filialny zbudowany w latach 1993–1994 dzięki staraniom ks. Marka Kałamarza[3]

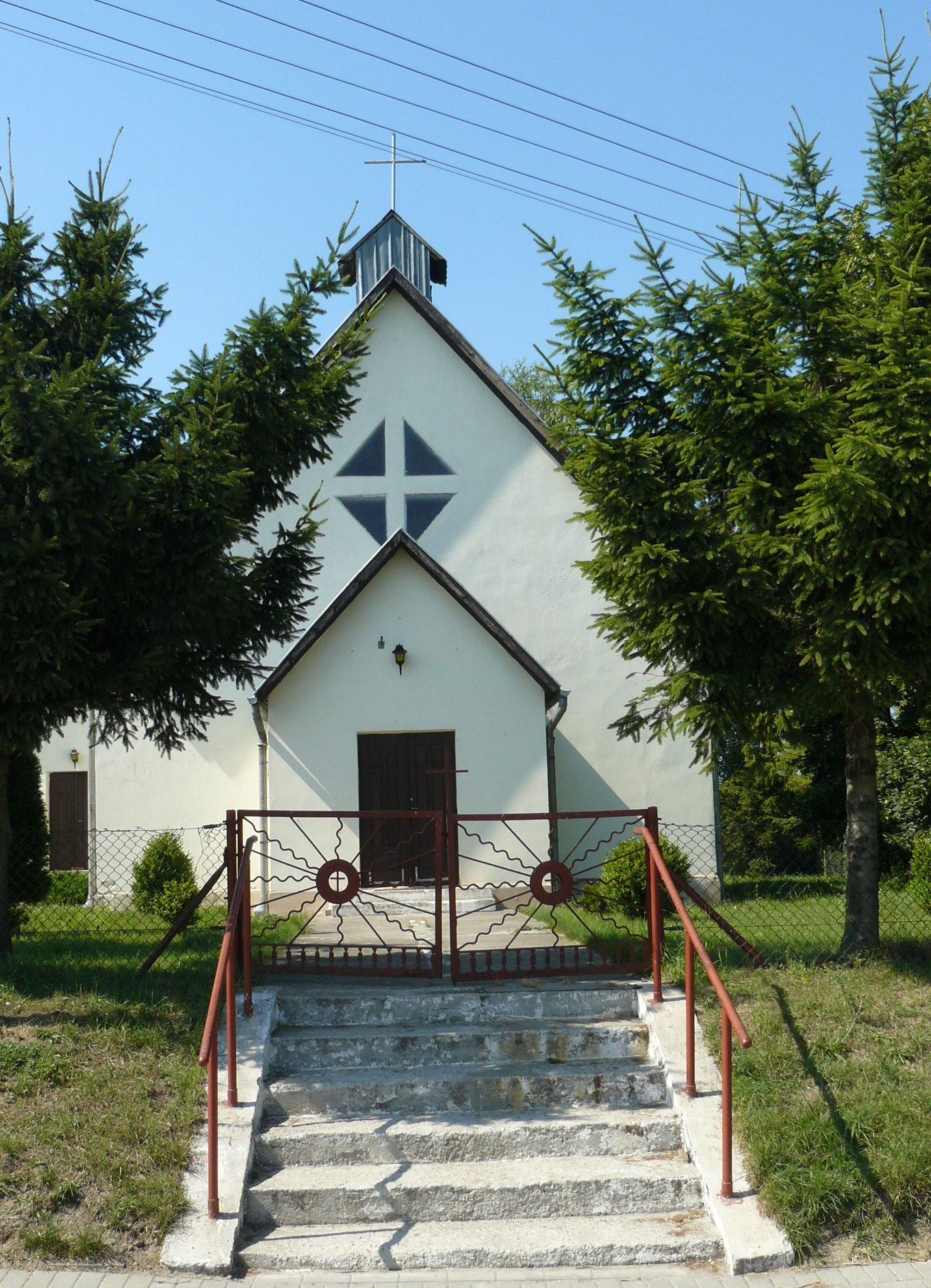
Kościół w Dębinie